# Filmografia di Gérard Depardieu

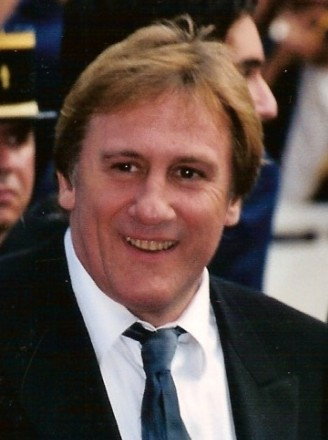
Gérard Depardieu al Festival di Cannes 2001

Gérard Depardieu (Châteauroux, 27 dicembre 1948) è un attore, regista, produttore cinematografico e imprenditore francese, naturalizzato russo.

## Filmografia

### Cinema
- Le Cri du cormoran le soir au-dessus des jonques, regia di Michel Audiard (1971)
- Un po' di sole nell'acqua gelida (Un peu de soleil dans l'eau froide), regia di Jacques Deray (1971)
- Il vitalizio (Le Viager), regia di Pierre Tchernia (1972)
- Il commissario Le Guen e il caso Gassot (Le Tueur), regia di Denys de La Patellière (1972)
- Nathalie Granger, regia di Marguerite Duras (1972)
- Il clan dei marsigliesi (La Scoumoune), regia di José Giovanni (1972)
- Au rendez-vous de la mort joyeuse, regia di Juan Luis Buñuel (1973)
- L'An 01, regia di Jacques Doillon, Alain Resnais e Jean Rouch (1973)
- L'affare Dominici (L'Affaire Dominici), regia di Claude Bernard-Aubert (1973)
- Due contro la città (Deux Hommes dans la ville), regia di José Giovanni (1973)
- Una giornata amara (Rude journée pour la reine), regia di René Allio (1973)
- Cari amici miei... (Les Gaspards), regia di Pierre Tchernia (1974)
- I santissimi (Les Valseuses), regia di Bertrand Blier (1974)
- La Femme du Gange, regia di Marguerite Duras (1974)
- Stavisky il grande truffatore (Stavisky), regia di Alain Resnais (1974)
- Tre amici, le mogli e (affettuosamente) le altre (Vincent, François, Paul... et les autres), regia di Claude Sautet (1974)
- Il difetto di essere moglie (Pas si méchant que ça), regia di Claude Goretta (1975)
- I baroni della medicina (Sept morts sur ordonnance), regia di Jacques Rouffio (1975)
- Maîtresse, regia di Barbet Schroeder (1975)
- Je t'aime moi mon plus, regia di Serge Gainsbourg (1976)
- L'ultima donna (La Dernière femme), regia di Marco Ferreri (1976)
- Novecento, regia di Bernardo Bertolucci (1976)
- Barocco, regia di André Téchiné (1976)
- Tre simpatiche carogne (René la canne), regia di Francis Girod (1977)
- Le Camion, regia di Marguerite Duras (1977)
- Baxter, Vera Baxter, regia di Marguerite Duras (1977)
- Gli aquiloni non muoiono in cielo (Dites-lui que je l'aime), regia di Claude Miller (1977)
- La nuit, tous les chats sont gris, regia di Gérard Zingg (1977)
- Preparate i fazzoletti (Préparez vos mouchoirs), regia di Bertrand Blier (1978)
- Ciao maschio, regia di Marco Ferreri (1978)
- Violanta, regia di Daniel Schmid (1978)
- La donna mancina (Die linkshändige Frau), regia di Peter Handke (1978)
- Zucchero, regia di Jacques Rouffio (1978)
- L'ingorgo, regia di Luigi Comencini (1979)
- Dogs Man (Les Chiens), regia di Alain Jessua (1979)
- Buffet freddo (Buffet froid), regia di Bertrand Blier (1979)
- Temporale Rosy (Hurricane Rosy), regia di Mario Monicelli (1980)
- Mio zio d'America (Mon oncle d'Amérique), regia di Alain Resnais (1980)
- Loulou, regia di Maurice Pialat (1980)
- L'ultimo metrò (Le Dernier Métro), regia di François Truffaut (1980)
- Un commissario al di sotto di ogni sospetto (Inspecteur la Bavure), regia di Claude Zidi (1980)
- Vi amo (Je vous aime), regia di Claude Berri (1980)
- Codice d'onore (Le Choix des armes), regia di Alain Corneau (1981)
- La signora della porta accanto (La Femme d'à côté), regia di François Truffaut (1981)
- La capra (La Chèvre), regia di Francis Veber (1981)
- Il ritorno di Martin Guerre (Le Retour de Martin Guerre), regia di Daniel Vigne (1982)
- Il grande fratello (Le Grand Frère), regia di Francis Girod (1982)
- Danton, regia di Andrzej Wajda (1983)
- Lo specchio del desiderio (La Lune dans le caniveau), regia di Jean-Jacques Beineix (1983)
- Les compères - Noi siamo tuo padre (Les Compères), regia di Francis Veber (1983)
- Fort Saganne, regia di Alain Corneau (1984)
- Le Tartuffe, regia di Gérard Depardieu (1984)
- Il desiderio e la corruzione (Rive droite, rive gauche), regia di Philippe Labro (1984)
- Police, regia di Maurice Pialat (1985)
- Alta, bella e pericolosa (Une femme ou deux), regia di Daniel Vigne (1985)
- Lui portava i tacchi a spillo (Tenue de soirée), regia di Bertrand Blier (1986)
- Jean de Florette, regia di Claude Berri (1986)
- Io odio gli attori (Je hais les acteurs), regia di Gérard Krawczyk (1986) - non accreditato
- La ragazza senza fissa dimora (Rue du départ), regia di Tony Gatlif (1986)
- Due fuggitivi e mezzo (Les Fugitifs), regia di Francis Veber (1986)
- Sotto il sole di Satana (Sous le soleil de Satan), regia di Maurice Pialat (1987)
- Drôle d'endroit pour une rencontre, regia di François Dupeyron (1988)
- Camille Claudel, regia di Bruno Nuytten (1988)
- Due (Deux), regia di Claude Zidi (1989)
- Troppo bella per te! (Trop belle pour toi), regia di Bertrand Blier (1989)
- Voglio tornare a casa! (I Want to Go Home), regia di Alain Resnais (1989)
- Cyrano de Bergerac, regia di Jean-Paul Rappeneau (1990)
- Uranus, regia di Claude Berri (1990)
- Green Card - Matrimonio di convenienza (Green Card), regia di Peter Weir (1990)
- Merci la vie - Grazie alla vita (Merci la vie), regia di Bertrand Blier (1991)
- Mio padre, che eroe! (Mon père, ce héros), regia di Gérard Lauzier (1991)
- Tutte le mattine del mondo (Tous les matins du monde), regia di Alain Corneau (1991)
- 1492 - La conquista del paradiso (1492: Conquest of Paradise), regia di Ridley Scott (1992)
- Ahimè! (Hélas pour moi), regia di Jean-Luc Godard (1993)
- Germinal, regia di Claude Berri (1993)
- Ma dov'è andata la mia bambina? (My Father the Hero), regia di Steve Miner (1994)
- Una pura formalità, regia di Giuseppe Tornatore (1994)
- Il colonnello Chabert (Le Colonel Chabert), regia di Yves Angelo (1994)
- La Machine - Un corpo in prestito (La Machine), regia di François Dupeyron (1994)
- Cento e una notte (Les Cent et Une Nuits de Simon Cinéma), regia di Agnès Varda (1995)
- Élisa, regia di Jean Becker (1995)
- L'ussaro sul tetto (Le Hussard sur le toit), regia di Jean-Paul Rappeneau (1995) - cameo, non accreditato
- Soldi proibiti (Les Anges gardiens), regia di Jean-Marie Poiré (1995)
- Le Garçu, regia di Maurice Pialat (1995)
- Una donna molto speciale (Unhook the Stars), regia di Nick Cassavetes (1996)
- Bogus - L'amico immaginario (Bogus), regia di Norman Jewison (1996)
- L'agente segreto (The Secret Agent), regia di Christopher Hampton (1996)
- Le Plus Beau Métier du monde, regia di Gérard Lauzier (1996)
- Hamlet, regia di Kenneth Branagh (1996)
- XXL, regia di Ariel Zeitoun (1997)
- La maschera di ferro (The Man in the Iron Mask), regia di Randall Wallace (1998)
- La parola amore esiste, regia di Mimmo Calopresti (1998)
- Bimboland, regia di Ariel Zeitoun (1998)
- Asterix & Obelix contro Cesare (Astérix & Obélix contre César), regia di Claude Zidi (1999)
- Un pont entre deux rives, regia di Frédéric Auburtin e Gérard Depardieu (1999)
- Mirka, regia di Rachid Benhadj (2000)
- Tutto l'amore che c'è, regia di Sergio Rubini (2000)
- Actors (Les Acteurs), regia di Bertrand Blier (2000)
- Vatel, regia di Roland Joffé (2000)
- Zavist' bogov, regia di Vladimir Men'šov (2000)
- La carica dei 102 - Un nuovo colpo di coda (102 Dalmatians), regia di Kevin Lima (2000)
- L'apparenza inganna (Le Placard), regia di Francis Veber (2000)
- Concorrenza sleale, regia di Ettore Scola (2001)
- CQ, regia di Roman Coppola (2001)
- Vidocq - La maschera senza volto (Vidocq), regia di Pitof (2001)
- Streghe verso nord, regia di Giovanni Veronesi (2001)
- Asterix & Obelix - Missione Cleopatra (Astérix & Obélix: Mission Cléopâtre), regia di Alain Chabat (2002)
- I Am Dina (Jeg er Dina), regia di Ole Bornedal (2002)
- Aime ton père, regia di Jacob Berger (2002)
- Cuori estranei (Between Strangers), regia di Edoardo Ponti (2002)
- City of Ghosts, regia di Matt Dillon (2002)
- Blanche, regia di Bernie Bonvoisin (2002)
- Il patto del silenzio (Le Pacte du silence), regia di Graham Guit (2003)
- Crime Spree - In fuga da Chicago (Crime Spree), regia di Brad Mirman (2003)
- Bon Voyage, regia di Jean-Paul Rappeneau (2003)
- Sta' zitto... non rompere (Tais-Toi!), regia di Francis Veber (2003)
- Nathalie..., regia di Anne Fontaine (2003)
- Les Clefs de bagnole, regia di Laurent Baffie (2003)
- RRRrrrr!!!, regia di Alain Chabat (2004)
- Spy Zone - San Antonio, regia di Frédéric Auburtin (2004)
- 36 Quai des Orfèvres, regia di Olivier Marchal (2004)
- I nuovi eroi (Nouvelle-France), regia di Jean Beaudin (2004)
- I tempi che cambiano (Les Temps qui changent), regia di André Téchiné (2004)
- La vie de Michel Muller est plus belle que la vôtre, regia di Michel Muller (2005)
- Je préfère qu'on reste amis, regia di Olivier Nakache e Éric Toledano (2005)
- Boudu, regia di Gérard Jugnot (2005)
- Per sesso o per amore? (Combien tu m'aimes ?), regia di Bertrand Blier (2005)
- Olé!, regia di Florence Quentin (2005)
- L'ultima vacanza (Last Holiday), regia di Wayne Wang (2006)
- Quartier Latin, episodio di Paris, je t'aime, regia di Gérard Depardieu (2006)
- Quand j'étais chanteur, regia di Xavier Giannoli (2006)
- La Vie en rose (La Môme), regia di Olivier Dahan (2007)
- Michou d'Auber, regia di Thomas Gilou (2007)
- L'abbuffata, regia di Mimmo Calopresti (2007)
- Asterix alle Olimpiadi (Astérix aux Jeux Olympiques), regia di Frédéric Forestier e Thomas Langmann (2008)
- Vsë mogut koroli, regia di Aleksandr Černjev (2008)
- Disco, regia di Fabien Onteniente (2008)
- Sans arme, ni haine, ni violence, regia di Jean-Paul Rouve (2008)
- Babylon A.D., regia di Mathieu Kassovitz (2008)
- Nemico pubblico N. 1 - L'istinto di morte (L'Instinct de mort), regia di Jean-François Richet (2008)
- Bouquet final, regia di Michel Delgado (2008)
- Hello Goodbye, regia di Graham Guit (2008)
- I ragazzi di Timpelbach (Les Enfants de Timpelbach), regia di Nicolas Bary (2008)
- Nemico pubblico N. 1 - L'ora della fuga (Mesrine: L'Ennemi public n° 1), regia di Jean-François Richet (2008)
- Diamond 13 (Diamant 13), regia di Gilles Béhat (2009)
- Coco, regia di Gad Elmaleh (2009)
- Bellamy, regia di Claude Chabrol (2009)
- À l'origine, regia di Xavier Giannoli (2009)
- L'Autre Dumas, regia di Safy Nebbou (2010)
- Mammuth, regia di Benoît Delépine e Gustave Kervern (2010)
- Glenn, the Flying Robot, regia di Marc Goldstein (2010)
- La Tête en friche - La testa tra le nuvole (La Tête en friche), regia di Jean Becker (2010)
- Potiche - La bella statuina (Potiche), regia di François Ozon (2010)
- Pozdnjaja ljubov', regia di Sabit Kurmanbekov (2010)
- A Small World - Ricordi lontani (Je n'ai rien oublié), regia di Bruno Chiche (2011)
- Le Grand Soir, regia di Benoît Delépine e Gustave Kervern (2012)
- L'uomo che ride (L'Homme qui rit), regia di Jean-Pierre Améris (2012)
- Vita di Pi (Life of Pi), regia di Ang Lee (2012)
- Asterix & Obelix al servizio di Sua Maestà (Astérix et Obélix: Au service de Sa Majesté), regia di Laurent Tirard (2012)
- Moj grešnyj angel, regia di Talgat Temenov (2013)
- Turf, regia di Fabien Onteniente (2013)
- A Farewell to Fools, regia di Bogdan Dreyer (2013)
- Niente può fermarci, regia di Luigi Cecinelli (2013)
- La Marque des anges - Miserere, regia di Sylvain White (2013)
- Les Invincibles, regia di Frédéric Berthe (2013)
- Cadences obstinées, regia di Fanny Ardant (2013)
- Welcome to New York, regia di Abel Ferrara (2014)
- La grande passione (United Passions), regia di Frederic Auburtin (2014)
- La Voix des steppes, regia di Ermek Shynarbaev e Gérard Depardieu (2014)
- La vendetta di Viktor (Viktor), regia di Philippe Martinez (2014)
- Two, Deux, episodio di Sex, kofe, sigarety, regia di Sergej Ol'denburg (2014)
- Valley of Love, regia di Guillaume Nicloux (2015)
- The End, regia di Guillaume Nicloux (2016)
- Saint Amour, regia di Benoît Delépine e Gustave Kervern (2016)
- Una squadra da sogno (La Dream Team), regia di Thomas Sorriaux (2016)
- Tour de France, regia di Rachid Djaïdani (2016)
- Le Divan de Staline, regia di Fanny Ardant (2017)
- Sólo se vive una vez, regia di Federico Cueva (2017)
- Bonne Pomme - Nessuno è perfetto (Bonne Pomme), regia di Florence Quentin (2017)
- La truffa del secolo (Carbone), regia di Olivier Marchal (2017)
- L'amore secondo Isabelle (Un beau soleil intérieur), regia di Claire Denis (2017)
- Sogno di una notte di mezza età (Amoureux de ma femme), regia di Daniel Auteuil (2018)
- Twins, regia di Lamberto Bava (2018)
- I confini del mondo (Les Confins du monde), regia di Guillaume Nicloux (2018)
- Mon cochon et moi, regia di Frank Dobrin (2018)
- Le nuove avventure di Aladino (Alad'2), regia di Lionel Steketee (2018)
- Convoi exceptionnel, regia di Bertrand Blier (2019)
- Creators - The Past, regia di Piergiuseppe Zaia (2019)
- Thalasso, regia di Guillaume Nicloux (2019)
- Qualcosa di meraviglioso (Fahim), regia di Pierre-François Martin-Laval (2019)
- Des hommes, regia di Lucas Belvaux (2020)
- Robuste, regia di Constance Meyer (2021)
- Mistero a Saint-Tropez (Mystère à Saint-Tropez), regia di Nicolas Benamou (2021)
- Illusioni perdute (Illusions perdues), regia di Xavier Giannoli (2021)
- Il peggior lavoro della mia vita (Maison de Retraite), regia di Thomas Gilou (2022)
- Maigret, regia di Patrice Leconte (2022)
- Il sapore della felicità (Umami), regia di Slony Sow (2023)

### Televisione
- Il conte di Montecristo (Le Comte de Monte Cristo), regia di Josée Dayan – miniserie TV (1998)
- Balzac - Una vita di passioni, regia di Josée Dayan – film TV (1999)
- I miserabili (Les Misérables), regia di Josée Dayan – miniserie TV (2000)
- Napoléon, regia di Yves Simoneau – miniserie TV (2002)
- Musketeers - Moschettieri (La Femme Musketeer), regia di Steve Boyum – film TV (2004)
- La maledizione dei Templari (Les Rois maudits), regia di Josée Dayan – miniserie TV (2005)
- Le Grand Restaurant, regia di Gérard Pullicino – film TV (2010) - cameo
- Il caso Rasputin (Raspoutine), regia di Josée Dayan – film TV (2011)
- Capitaine Marleau – serie TV, 1 episodio (2015)
- Marseille – serie TV, 15 episodi (2016-2018)
- La favorita del re (Diane de Poitiers), regia di Josée Dayan – miniserie TV (2022)

### Cortometraggi
- Le Beatnik et le Minet, regia di Roger Leenhardt (1967)
- La Vie sentimentale de Georges Le Tueur, regia di Daniel Berger (1971)
- From Time to Time, regia di Jeff Blyth (1992)

### Spot pubblicitari
- Barilla (1992) - testimonial
- Cirio (2008) - testimonial